# Microthurge pygmaeus
Microthurge pygmaeus is een vliesvleugelig insect uit de familie Megachilidae. De wetenschappelijke naam van de soort is voor het eerst geldig gepubliceerd in 1908 door Friese.